# Travco
Die Travco Group ist ein Reise- und Touristikkonzern aus Ägypten mit Sitz in der Stadt des 6. Oktobers (einem Vorort der Stadt El-Sheikh Zayed nordwestlich von Kairo im Gouvernement al-Dschiza). Die Travco Group wurde 1979 gegründet und ist in Besitz und unter Leitung von Hamed El Chiaty. Die Travco Group hat ca. 16.000 Beschäftigte. Der Umsatz betrug 2008 rund 4,8 Mrd. Ägyptische Pfund (etwa 600 Mio. Euro). Travco ist mit einem Marktanteil von über 15 % seit vielen Jahren der größte ägyptische Touristikkonzern.
Anfang März 2007 erwarb die Travco Group einen Anteil von 3,12 Prozent an der TUI AG, verkaufte ihn aber Mitte Mai 2008 wieder. Mitte August 2009 wurde bekannt, dass die Travco Group einen Anteil von 99,6 Prozent an der Hotelkette Steigenberger Hotels von der Familie Steigenberger übernommen hat. Diesen verkaufte sie im November 2019 an die chinesische Huazhu Group.

## Struktur
Die Travco Group unterteilt sich in folgende Geschäftsbereiche:

### Reise und Tourismus
Dieser Geschäftsbereich trägt über 77 Prozent zum Umsatz und 29 Prozent zum EBITDA der Gruppe bei. Er gliedert sich in vier Untersegmente: Destinationsmanagement, Luftfahrt, Touristentransport und abrundende Aktivitäten.

#### Destinationsmanagement
- Travco Travel: Die als Reisebürobetreiber und Reiseveranstalter auftretende Tochtergesellschaft ist das „Flaggschiff“ des Geschäftsbereiches. Sie ist im Inbound- und Outbound-Bereich tätig in Ägypten, Oman, Katar, Syrien und den Vereinigten Arabischen Emiraten und hat außerdem mehrere Vertretungen in Deutschland, Großbritannien, Japan und China. Seit 2008 wurden die Expansionsaktivitäten in Deutschland und Großbritannien verstärkt. Zusammen mit Alpitour Egypt und Touring international hat Travco Travel mit über einer Million Touristen und etwa drei Millionen Übernachtungen einen der größten Marktanteile in den bedeutendsten Herkunftsländern des ägyptischen Tourismusgewerbes (Stand 2007).
- Adventure Holidays: bietet Abenteuerreisen verschiedener Art durch Ägypten an.
- Touring international: Incoming-Agentur
- Alpitour Egypt: Kooperationspartner der italienischen Touristikgruppe Alpitour.

#### Luftfahrt
- Top Aviation: bietet Dienstleistungen im Bereich Flughafeninfrastruktur an Flughäfen in Ägypten (unter anderem Vertretung vor der Zivilluftfahrtbehörde, Organisation von Überflugrechten, Landeerlaubnissen)
- Travia: Vermittlungsagentur im Auftrag internationaler Luftfahrtunternehmen (Royal Brunei, Oman Air, Pakistan International Airlines, British Midland, Hapagfly/TUIfly, JetOnly), Hotelunternehmen (unter anderem Hyatt) und Reiseunternehmen (Silversea Cruises).
- Travco Air: Die in Gründung befindliche Charterfluggesellschaft soll Geschäftsflüge durchführen.

#### Touristentransport
- Travtrans und Travco New Transport: halten in Ägypten über 600 Reisebusse.
- Limo 1 und Prestige Cars: halten hunderte Mietwagen und Limousinen.

#### Gastronomie
- Hard Rock Cafe: Die Travco Group betreibt drei Restaurants dieser Kette (in Kairo, Hurghada und Scharm El-Scheich).
- Imperial: Restaurantschiff in Kairo
- Al Fostat ein Restaurant-Café in Kairo

#### Einzelhandel
- Aegyptus Papyrus: verkauft moderne Papyrusmalereien in mehreren Galerien, die nahe an touristischen Brennpunkten liegen (Giże, Luxor, Assuan, Madinat Makadi)
- Kyphi: Parfümladen in Assuan
- Fifth Avenue: Schmuckgeschäft im Kairoer Einkaufsviertel Mohandeseen, Exklusivvertrieb verschiedener Luxusmarken in Ägypten

#### Sonstiges
- Safe Guard Security ist ein  Sicherheitsdienstleister, gegründet zunächst für die eigenen Unternehmen und Hotels, inzwischen auch für externe Auftraggeber tätig und einer der größten Unternehmen der Branche in Ägypten.
- Travco Marina  betreibt den Yachthafen in Scharm El Sheikh.

### Beherbergung
Dieser Geschäftsbereich ist mit rund 60 Prozent Anteil am Umsatz und 73 Prozent Anteil am EBITDA und am Nettogewinn (Stand: Dezember 2007) der bedeutendste Zweig der Gruppe. Er unterteilt sich weiter in die Sektoren Hotels & Resorts und Kreuzfahrten.

#### Hotels & Resorts
- Jaz, Sol Y Mar, Iberotel: Die drei mit TUI kooperierenden Ketten betreiben über 40 Hotels in Ägypten und machen Travco zu einem der führenden Anbieter in den wichtigsten Touristenzentren Ägyptens. Vier große Bauprojekte wurden bisher realisiert: die Resorts Madinat Makadi in Hurghada, Almaza Bay in Mersa Matruh, Madinat Coraya in Marsa Alam und Mirabel Resort in Nabq/Scharm El-Scheich. In den Vereinigten Arabischen Emiraten wurde ein erstes Fünf-Sterne-Hotel errichtet, weitere Hotels sind im Nahen Osten und bis 2012 auch im Mittelmeerraum, Mittleren Osten und Südostasien geplant.
- Steigenberger Hotels AG (mit der neuen Dachmarke Deutsche Hospitality): Seit Mitte 2009 bis 2019 gehörte Travco ein Anteil von 99,6 Prozent[10]

#### Kreuzfahrten
- Travcotels  betreibt mehr als 20 Schiffe mit über 1.300 Plätzen, mit rund 7 Prozent Marktanteil die größte Kreuzfahrtflotte auf dem Nil.

### Immobilien und Bau
- Travco Properties (gegründet 2006): entwickelt und errichtet große Resorts für Sommerresidenzen der Oberklasse in den wichtigen Tourismus- und Freizeitregionen Ägyptens. Bisher realisiert wurden die beiden Resorts Almaza Bay bei Marsa Matruh an der ägyptischen Nordküste und Madinat Makadi (in der Makadi Bay) am Roten Meer. Weitere Projekte in Hurghada, Scharm El Sheikh und in den Außenbezirken von Kairo sind in Planung.
- Travco Engineering & Construction: 2006 gegründet zur Vermarktung der von Travco entwickelten Immobilienprojekte in Ägypten und im Ausland. Besitzt unter anderem Grundstücke in den Resorts Almaza Bay bei Marsa Matruh an der ägyptischen Nordküste und Madinat Makadi (in der Makadi Bay) am Roten Meer.